# Terminologia Embryologica
La Terminologia Embryologica (TE) és una llista estandarditzada de paraules utilitzades en la descripció de les estructures embriològiques i fetals humanes. Va ser produït pel Federative International Committee on Anatomical Terminology (Comitè Internacional Federatiu de Terminologia Anatòmica) en nom de la International Federation of Associations of Anatomists (Federació Internacional d'Associacions d'Anatomistes) i publicat a Internet des de 2010. Ha estat aprovat per l'Assemblea General de l'IFAA durant el dissetè Congrés Internacional d'Anatomia a Ciutat del Cap (agost de 2009).
És similar a la Terminologia Anatomica (TA), que estandarditza la terminologia per a l'anatomia humana adulta i que tracta principalment d'una anatomia fàcil de veure. Succeeix la Nomina Embryologica, que va ser inclosa com a component de la Nomina Anatomica.
No va ser inclòs en la versió original de la TA.